# 中央经济工作五人小组
中央经济工作五人小组是1957年至1958年中共中央成立的经济工作领导机构。

## 历史
1957年1月10日,中共中央发出《关于成立中央经济工作五人小组的通知》。中央政治局决定,由陈云、李富春、薄一波、李先念、黄克诚组成五人小组，在中共中央政治局领导下，统一领导全国的经济工作。
李富春、薄一波、李先念是中共中央政治局委员、国务院副总理，并分别担任国家计划委员会主任、国家经济委员会主任、国家财政部部长，是政府里三个主要经济部门的负责人。黄克诚是中共中央书记处书记、中央军委秘书长（此前曾担任解放军总后勤部部长）。
中央经济工作五人小组成立后，在一年多的时间里主要做了两件事。
第一件事是改进经济管理体制，解决中央集权过多的问题，权力下放给地方政府和企业。中央经济工作五人小组先从工业、交通、农业、文教、商业、财政等六个方面开展调查研究，到1957年7月中旬形成《关于在若干工作中划分中央和地方管理权限问题的意见（草案）》下发各地研究。8月，中央经济工作五人小组先后在沈阳、上海分别召开东北三省和南方九省市经济管理体制改进工作座谈会，在综合各方面意见的基础上，对《意见（草案）》加以修改，分别形成《国务院关于改进工业管理体制的规定》《国务院关于改进商业管理体制的规定》《国务院关于改进财政体制和划分中央和地方对财政管理权限的规定》。9月至11月，这三份文件经过中央委员会全体会议、国务院全体会议讨论，由全国人民代表大会常务委员会会议批准施行。
第二件事是针对1956年国家基本建设规模过大、投资过多，出现了人民生活消费品严重供不应求的现象，研究解决人民的吃饭穿衣问题。 
1958年6月10日，中共中央发出《关于成立财经、政法、外事、科学、文教小组的通知》，成立中央财经小组，取代了五人小组。